# Boleslau I da Boêmia

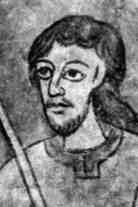
Boleslau I da Boémia "o Cruel".

Boleslau I da Boémia "o Cruel" foi um duque da Boémia, governou entre 935 e 972. O seu governo foi antecedido pelo de Venceslau I, e foi sucedido pelo do rei Boleslau II da Boémia.